# Nabis gagneorum
Nabis gagneorum là một loại rệp ở họ Nabidae.